# Quattenus
Quattenus war ein antiker römischer Toreut (Metallbearbeiter), der in der zweiten Hälfte des 1. Jahrhunderts in Gallien tätig war.
Quattenus ist heute nur noch aufgrund eines Signaturstempels auf einer Bronze-Kasserolle bekannt. Diese wurde in Herringfleet, Suffolk in England gefunden und befindet sich heute im Museum im Norwich Castle.

## Einzelbelege
1. ↑  Inventarnummer 69.96/3; Richard Petrovszky: Studien zu römischen Bronzegefäßen mit Meisterstempeln. Leidorf, Buch am Erlbach 1993, S. 290–291, Nr. Q.01.01.

| Personendaten    | Personendaten                              |
| ---------------- | ------------------------------------------ |
| NAME             | Quattenus                                  |
| KURZBESCHREIBUNG | antiker römischer Toreut                   |
| GEBURTSDATUM     | 1. Jahrhundert v. Chr. oder 1. Jahrhundert |
| STERBEDATUM      | 1. Jahrhundert oder 2. Jahrhundert         |